# Gothika
A Gothika 2003-ban bemutatott amerikai természetfeletti horrorfilm, amelyet Mathieu Kassovitz rendezett. A főszerepben Halle Berry, Robert Downey Jr., Penélope Cruz, Charles S. Dutton, John Carroll Lynch és Bernard Hill látható.
A Dark Castle Entertainment produkciós cég negyedik projektje. A 2002-es Szellemhajó után a Gothika volt a cég második filmje, amelyet a Warner Bros. és a Columbia Pictures közösen forgalmazott, az első a 13 kísértet volt.

## Cselekménye
A film egy pszichológusról (Berry) szól, aki börtönbe kerül, azzal a váddal, hogy megölte a férjét.

## Szereplők
| Színész            | Szerep           | Magyar hang            |
| ------------------ | ---------------- | ---------------------- |
| Halle Berry        | Dr Miranda Grey  | Söptei Andrea          |
| Robert Downey Jr   | Dr Pete Graham   | Fekete Ernő            |
| Charles S. Dutton  | Dr. Douglas Grey | Faragó András          |
| John Carroll Lynch | Bob Ryan seriff  | Kránitz Lajos          |
| Penélope Cruz      | Chloe Sava       | Németh Borbála         |
| Bernard Hill       | Phil Parsons     | Cs. Németh Lajos       |
| Dorian Harewood    | Teddy Howard     | Sinkovits-Vitay András |
| Bronwen Mantel     | Irene            | Horváth Zsuzsa         |
| Kathleen Mackey    | Rachel Parsons   | ?                      |
| Matthew G. Taylor  | Turlington       | Holl Nándor            |
| Michel Perron      | Joe              | Bácskai János          |
| Andrea Sheldon     | Tracey Seavers   | ?                      |

## Filmzene
A film zenéjét John Ottman szerezte. A Limp Bizkit (eredetileg a The Who) Behind Blue Eyes című dala nem szerepel az albumon, annak ellenére, hogy a filmben hallható. Az album 2003. november 18-án jelent meg a Varèse Sarabande kiadó gondozásában.

## Fogadtatás
Amerikában 2003. november 21-én jelent meg. Világszerte 141.6 millió dolláros bevételt hozott a pénztáraknál.
A film negatív kritikákat kapott. A Rotten Tomatoes oldalán 15%-os értékelést ért el, és 4.1 pontot szerzett a tízből. A Metacritic oldalán 38 pontot szerzett a százból, 36 kritika alapján. A CinemaScore oldalán átlagos minősítést kapott.
Roger Ebert viszont pozitívabban értékelte, 3 pontot adott a filmre a maximális négyből.